# Deir Jarir
Deir Jarir, en arabe : دير جرير, est un village du gouvernorat de Ramallah et Al-Bireh en Palestine. Il est situé à 12 km au nord-est de Ramallah et au centre de la Cisjordanie.
Selon le recensement du bureau central palestinien des statistiques, la localité compte une population de 4 469 habitants en 2017.